# 3140 Stellafane
3140 Stellafane este un asteroid din centura principală, descoperit pe 9 ianuarie 1983 de Brian Skiff.